# Steal Napoleon's Dictionary
Lupin III: Steal Napoleons Dictionary (Rupan Sansei: Naporeon no Jisho wo Ubae) är en japansk animerad film från 1991 med regi av Dezaki Osamu.

## Handling
Mästertjuven Lupin III är ute på äventyr igen men denna gången är det ingen vanlig skatt han är ute efter utan Napoleons egen ordbok.

## Om Filmen
Lupin III: Steal Napoleons Dictionary är den sjunde filmen i serien om Lupin III och den första filmen regisserad Dezaki Osamu. Filmen är också den tredje i serien att släppas direkt till TV. 
Filmens budget är mycket lägre än de tidigare i serien detta märks tydligt på den märkbart lägre animationskvalitén 

## Rollista (japanska)
| Karaktär             | Röst              |
| -------------------- | ----------------- |
| Arsene Lupin III     | Yasuo Yamada      |
| Jigen Daisuke        | Kobayashi Kiyoshi |
| Fujiko Mine          | Masuyama Eiko     |
| Ishikawa Goemon      | Inoue Makio       |
| Kommissarie Zenigata | Goro Naya         |